# Heineken Cup 1996/97
Der Heineken Cup 1996/97 war die zweite Ausgabe des Heineken Cup (Vorläufer des European Rugby Champions Cup), dem wichtigsten europäischen Pokalwettbewerb im Rugby Union. Beteiligt waren 20 Mannschaften aus sechs Ländern, wobei England und Schottland erstmals vertreten waren und Mannschaften aus Rumänien wegen des zu tiefen Leistungsniveaus nicht mehr eingeladen wurden. Das Finale fand am 25. Januar 1997 im Cardiff Arms Park statt. Pokalsieger wurde der französische Verein CA Brive, der im Endspiel die Leicester Tigers aus England schlug.

## Modus
Die Teilnehmer wurden in vier Gruppen mit je fünf Mannschaften eingeteilt. Jede Mannschaft traf nur einmal auf einen der Gruppengegner, sodass es jeweils zwei Heimspiele und zwei Auswärtsspiele gab. Für das Viertelfinale qualifizierten sich die zwei Besten jeder Gruppe.
Die Punkte wurden wie folgt verteilt:
- 2 Punkte für einen Sieg
- 1 Punkt für ein Unentschieden

## Gruppenphase
In Klammern: Platzierung auf der Viertelfinal-Setzliste

### Gruppe 1
|    | Team                   | Spiele | Siege | Unent. | Ndlg. | Spiel- punkte | Diff. | Tabellen- punkte |
| -- | ---------------------- | ------ | ----- | ------ | ----- | ------------- | ----- | ---------------- |
| 1. | US Dax (4)             | 4      | 3     | 0      | 1     | 141:69        | + 72  | 6                |
| 2. | Bath Rugby (7)         | 4      | 3     | 0      | 1     | 136:88        | + 48  | 6                |
| 3. | Pontypridd RFC         | 4      | 3     | 0      | 1     | 97:60         | + 37  | 6                |
| 4. | Benetton Rugby Treviso | 4      | 1     | 0      | 3     | 106:135       | - 29  | 2                |
| 5. | Edinburgh Rugby        | 4      | 0     | 0      | 4     | 71:199        | - 128 | 0                |

| Datum            | Begegnung              | Ergebnis |
| ---------------- | ---------------------- | -------- |
| 12. Oktober 1996 | Pontypridd - Treviso   | 28:22    |
| 12. Oktober 1996 | Bath - Edinburgh       | 55:26    |
| 16. Oktober 1996 | Edinburgh - Pontypridd | 10:32    |
| 16. Oktober 1996 | Treviso - Dax          | 14:34    |
| 19. Oktober 1996 | Pontypridd - Bath      | 19:6     |

| Datum            | Begegnung           | Ergebnis |
| ---------------- | ------------------- | -------- |
| 20. Oktober 1996 | Dax - Edinburgh     | 69:12    |
| 26. Oktober 1996 | Bath - Dax          | 25:16    |
| 27. Oktober 1996 | Edinburgh - Treviso | 23:43    |
| 2. November 1996 | Treviso - Bath      | 27:50    |
| 2. November 1996 | Dax - Pontypridd    | 22:18    |

### Gruppe 2
|    | Team                 | Spiele | Siege | Unent. | Ndlg. | Spiel- punkte | Diff. | Tabellen- punkte |
| -- | -------------------- | ------ | ----- | ------ | ----- | ------------- | ----- | ---------------- |
| 1. | Leicester Tigers (1) | 4      | 4     | 0      | 0     | 114:43        | + 71  | 8                |
| 2. | Llanelli RFC (6)     | 4      | 3     | 0      | 1     | 97:81         | + 16  | 4                |
| 3. | Leinster Rugby       | 4      | 2     | 0      | 2     | 86:109        | - 23  | 4                |
| 4. | Section Paloise      | 4      | 1     | 0      | 3     | 137:103       | + 34  | 2                |
| 5. | Scottish Borders     | 4      | 1     | 0      | 3     | 80:178        | - 98  | 2                |

| Datum            | Begegnung            | Ergebnis |
| ---------------- | -------------------- | -------- |
| 12. Oktober 1996 | Llanelli - Leinster  | 34:17    |
| 12. Oktober 1996 | Pau - Borders        | 34:17    |
| 16. Oktober 1996 | Leinster - Leicester | 10:27    |
| 16. Oktober 1996 | Borders - Llanelli   | 10:27    |
| 19. Oktober 1996 | Llanelli - Pau       | 31:5     |

| Datum            | Begegnung            | Ergebnis |
| ---------------- | -------------------- | -------- |
| 19. Oktober 1996 | Leicester - Pau      | 43:3     |
| 26. Oktober 1996 | Borders - Leinster   | 25:34    |
| 26. Oktober 1996 | Pau - Leicester      | 14:19    |
| 2. November 1996 | Leinster - Pau       | 25:23    |
| 2. November 1996 | Leicester - Llanelli | 25:16    |

### Gruppe 3
|    | Team                  | Spiele | Siege | Unent. | Ndlg. | Spiel- punkte | Diff. | Tabellen- punkte |
| -- | --------------------- | ------ | ----- | ------ | ----- | ------------- | ----- | ---------------- |
| 1. | CA Brive (2)          | 4      | 4     | 0      | 0     | 106:65        | + 41  | 8                |
| 2. | Harlequins (5)        | 4      | 3     | 0      | 1     | 131:95        | + 36  | 6                |
| 3. | Neath-Swansea Ospreys | 4      | 2     | 0      | 2     | 83:109        | - 26  | 4                |
| 4. | Caledonia Reds        | 4      | 1     | 0      | 3     | 114:127       | - 13  | 2                |
| 5. | Ulster Rugby          | 4      | 0     | 0      | 4     | 46:84         | - 38  | 0                |

| Datum            | Begegnung           | Ergebnis |
| ---------------- | ------------------- | -------- |
| 12. Oktober 1996 | Brive - Neath       | 34:19    |
| 13. Oktober 1996 | Caledonia - Ulster  | 34:41    |
| 16. Oktober 1996 | Ulster - Harlequins | 15:21    |
| 16. Oktober 1996 | Neath - Caledonia   | 27:18    |
| 19. Oktober 1996 | Harlequins - Neath  | 44:22    |

| Datum            | Begegnung              | Ergebnis |
| ---------------- | ---------------------- | -------- |
| 20. Oktober 1996 | Caledonia - Brive      | 30:32    |
| 26. Oktober 1996 | Neath - Ulster         | 15:13    |
| 27. Oktober 1996 | Brive - Harlequins     | 23:10    |
| 2. November 1996 | Ulster - Brive         | 6:17     |
| 2. November 1996 | Harlequins - Caledonia | 56:35    |

### Gruppe 4
|    | Team                 | Spiele | Siege | Unent. | Ndlg. | Spiel- punkte | Diff. | Tabellen- punkte |
| -- | -------------------- | ------ | ----- | ------ | ----- | ------------- | ----- | ---------------- |
| 1. | Stade Toulousain (3) | 4      | 3     | 0      | 1     | 157:142       | + 15  | 6                |
| 2. | Cardiff RFC (6)      | 4      | 3     | 0      | 1     | 135:97        | + 38  | 6                |
| 3. | London Wasps         | 4      | 2     | 0      | 2     | 156:115       | + 41  | 4                |
| 4. | Munster Rugby        | 4      | 2     | 0      | 2     | 109:135       | - 26  | 4                |
| 5. | Amatori Rugby Milano | 4      | 0     | 0      | 4     | 73:141        | - 68  | 0                |

| Datum            | Begegnung         | Ergebnis |
| ---------------- | ----------------- | -------- |
| 12. Oktober 1996 | Munster - Milano  | 23:5     |
| 13. Oktober 1996 | Wasps - Cardiff   | 24:26    |
| 16. Oktober 1996 | Cardiff - Munster | 48:18    |
| 16. Oktober 1996 | Milano - Toulouse | 26:44    |
| 19. Oktober 1996 | Munster - Wasps   | 49:22    |

| Datum            | Begegnung          | Ergebnis |
| ---------------- | ------------------ | -------- |
| 19. Oktober 1996 | Toulouse - Cardiff | 36:20    |
| 26. Oktober 1996 | Wasps - Toulouse   | 77:17    |
| 27. Oktober 1996 | Cardiff - Milano   | 41:19    |
| 2. November 1996 | Milano - Wasps     | 23:33    |
| 2. November 1996 | Toulouse - Munster | 60:19    |

## Viertelfinale
| 9. November 1996 14:30 Uhr | Cardiff RFC                                                                 | 22 : 19 | Bath Rugby                                              | Cardiff Arms Park, Cardiff Zuschauer: 12.000 Schiedsrichter: Gordon Black |
| 9. November 1996 14:30 Uhr | Versuche: Walker Erhöhungen: Davies (1) Straftritte: Davies (3), Jarvis (2) | Bericht | Versuche: Thomas Erhöhungen: Catt Straftritte: Catt (4) | Cardiff Arms Park, Cardiff Zuschauer: 12.000 Schiedsrichter: Gordon Black |

| 16. November 1996 15:00 Uhr | Leicester Tigers                                                        | 23 : 13 | Harlequins                                          | Welford Road Stadium, Leicester Zuschauer: 10.263 Schiedsrichter: Clayton Thomas |
| 16. November 1996 15:00 Uhr | Versuche: Cockerill, Liley Erhöhungen: Liley (2) Straftritte: Liley (3) | Bericht | Versuche: Carling, Luger Straftritte: Challinor (1) | Welford Road Stadium, Leicester Zuschauer: 10.263 Schiedsrichter: Clayton Thomas |

| 16. November 1996 16:00 Uhr | US Dax                                                              | 18 : 26 | Stade Toulousain | Stade Maurice-Boyau, Dax Zuschauer: 14.000 Schiedsrichter: Patric Thomas |
| 16. November 1996 16:00 Uhr | Versuche: Mola (2) Erhöhungen: Dourthe (1) Straftritte: Dourthe (2) | Bericht | Versuche: Marfaing, Strafversuch Erhöhungen: Castaignède (1), Deylaud (1) Straftritte: Castaignède (2), Deylaud (2) | Stade Maurice-Boyau, Dax Zuschauer: 14.000 Schiedsrichter: Patric Thomas |

| 17. November 1996 14:45 Uhr | CA Brive                                                                         | 35 : 14 | Llanelli RFC                               | Stade Amédée-Domenech, Brive Zuschauer: 14.000 Schiedsrichter: Brian Campsall |
| 17. November 1996 14:45 Uhr | Versuche: Venditti, Labrousse Erhöhungen: Lamaison (2) Straftritte: Lamaison (7) | Bericht | Versuche: Evans (2) Erhöhungen: Botica (2) | Stade Amédée-Domenech, Brive Zuschauer: 14.000 Schiedsrichter: Brian Campsall |

## Halbfinale
| 4. Januar 1997 15:05 Uhr | Leicester Tigers                                                                                     | 37 : 11 | Stade Toulousain                            | Welford Road Stadium, Leicester Zuschauer: 16.300 Schiedsrichter: Jim Fleming |
| 4. Januar 1997 15:05 Uhr | Versuche: Back, Garforth, Hackney, Healey, Strafversuch Erhöhungen: Liley (3) Straftritte: Liley (2) | Bericht | Versuche: Marfaing Straftritte: Deylaud (2) | Welford Road Stadium, Leicester Zuschauer: 16.300 Schiedsrichter: Jim Fleming |

| 5. Januar 1997 15:30 Uhr | CA Brive                                                                         | 26 : 13 | Cardiff RFC                                                           | Stade Amédée-Domenech, Brive Zuschauer: 14.000 Schiedsrichter: Brian Stirling |
| 5. Januar 1997 15:30 Uhr | Versuche: Duboisset, Venditti Erhöhungen: Lamaison (2) Straftritte: Lamaison (4) | Bericht | Versuche: Strafversuch Erhöhungen: Davies (1) Straftritte: Davies (2) | Stade Amédée-Domenech, Brive Zuschauer: 14.000 Schiedsrichter: Brian Stirling |

## Finale
| 6. Januar 1996 14:30 Uhr | CA Brive | 28 : 9  | Leicester Tigers       | Cardiff Arms Park, Cardiff Zuschauer: 41.664 Schiedsrichter: Derek Bevan |
| 6. Januar 1996 14:30 Uhr | Versuche: Viars, Fabre, Carrat (2) Erhöhungen: Lamaison (1) Straftritte: Lamaison (1) Dropgoals: Lamaison (1) | Bericht | Straftritte: Liley (3) | Cardiff Arms Park, Cardiff Zuschauer: 41.664 Schiedsrichter: Derek Bevan |